# 斯特蘭德內巴山
69°57′S 38°49′E / 69.950°S 38.817°E
斯特蘭德內巴山，是南極洲的山峰，位於毛德皇后地的哈拉爾王子海岸，處於韋斯萊克瑙森岩西南面1.9公里的呂佐夫-霍爾姆灣南岸，根據挪威探險隊拍攝的空中照片繪入地圖，現時由南極條約體系管理。

## 外部連結
- 本条目引用的公有领域材料来自美国地质调查局的文档 《斯特蘭德內巴山》 （資料來自地名信息系统）。